# Прохорово (Красногорський район)
Про́хорово (рос. Прохорово) — присілок в Красногорському районі Удмуртії, Росія.

## Населення
Населення — 66 осіб (2010; 129 в 2002).
Національний склад станом на 2002 рік:
- росіяни — 50 %
- удмурти — 45 %